# C51細胞
C51是源自BALB/c實驗小鼠的小鼠結腸癌細胞系，目前應用於多項不同類別的研究。

## 科研用途
2003年，有學者將重組腺病毒AdEndo注射至C51細胞模型，發現內皮抑素在某些腫瘤細胞系中發揮直接的抗癌作用，期望內皮抑素可應用於某些結腸癌的治療。2015年，有學者發現放射線療法與抗體融合蛋白L19-IL2結合的治療，可產生持久及高度協同的針對原發性C51細胞的作用，治愈率為百分之七十五。2018年，有研究指出經輻照的C51腫瘤細胞和未經輻照的CT26腫瘤細胞，具有共同的腫瘤特異性抗原。來自其他來源的繼發性腫瘤可能共享更少數量的抗原，並且對C51細胞引起的嚴重應答反應較少